# Tokyo Motor Show

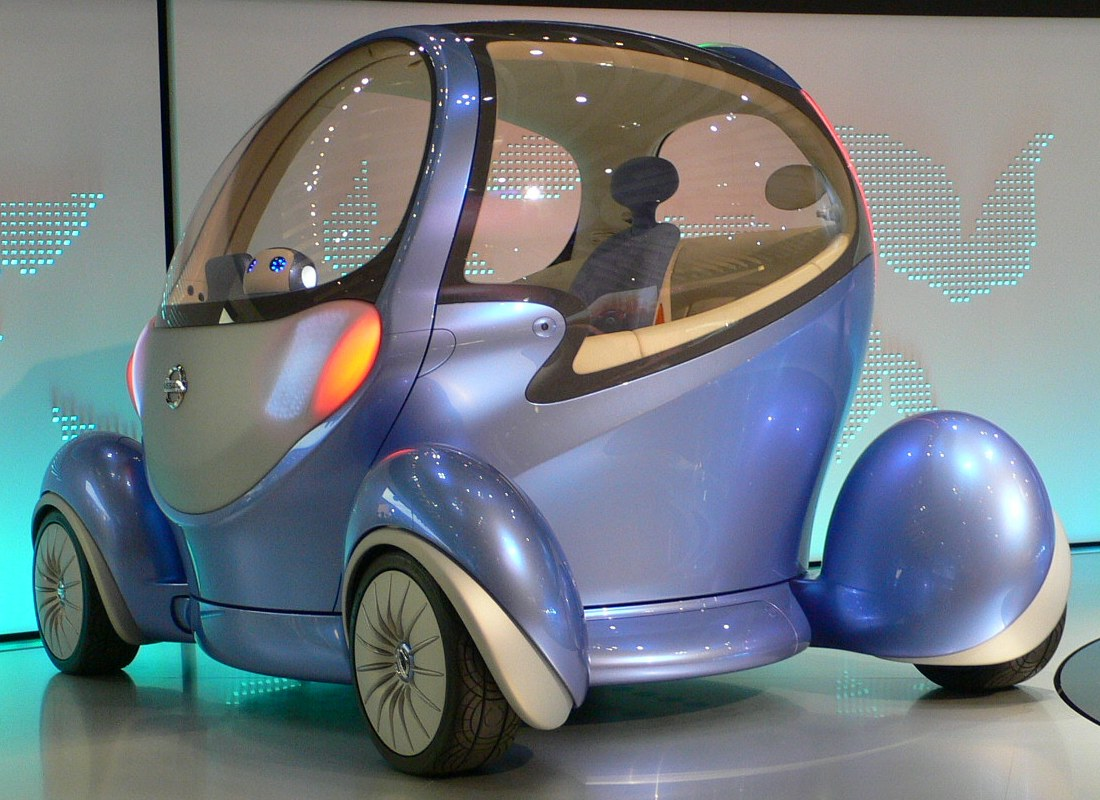
Nissan Pivo op Tokyo Motor Show 2007

De Tokyo Motor Show is een tweejaarlijkse autosalon in Tokio, Japan. De beurs vindt meestal plaats rond oktober - november in de Makuhari Messe hallen. Gehouden door de Japan Automobile Manufacturers Association (JAMA), is het een internationale autoshow erkend door de Organisation Internationale des Constructeurs d'Automobiles. Normaliter zijn er op de Tokyo Motor show meer conceptauto's te zien dan daadwerkelijke productiemodellen. Dit zorgt ervoor dat de Tokyo Motor Show wordt gezien als een van de vijf grote autosalons (samen met Detroit, Genève, Frankfurt en Parijs. Vanzelfsprekend zijn vooral de Japanse merken sterk vertegenwoordigd op de Tokyo Motor Show.

## Geschiedenis
Begonnen als de All Japan Motor Show werd de beurs voor het eerst gehouden op een buitenterrein genaamd Hibiya Park in 1954. De show was een succes na 547.000 bezoekers in tien dagen en 254 bedrijven die samen 267 voertuigen toonden. Echter, hiervan waren slechts zeventien personenauto's aangezien de beurs werd gedomineerd door commerciële vervoermiddelen. In 1958 verhuisde de beurs naar het Korakuen fietscircuit vanwege verbouwen rond de oude locatie. De show werd geplaagd door hevige regenval en dat zorgde ervoor dat de autosalon een jaar later binnen plaatsvond in het nieuwe "Harumi Showplace". Deze nieuwe locatie bood drie maal zoveel ruimte als de voorgaande.
Vanaf 1973, toen de organisatoren geen show te houden vanwege de internationale energiecrisis, is de beurs een tweejaarlijks evenement. De show verhuisde naar zijn huidige locatie, de Makuhari Messe in 1989. Vanwege de grote toestroom van publiek was de beurs van 2001 tot 2005 wederom een jaarlijks evenement, het ene jaar waren de consumenten auto's en motoren te zien en het daaropvolgende jaar de bedrijfsauto's. Vanaf 2007 is de beurs echter weer tweejaarlijks en zijn alle voertuigen weer tegelijk te zien.

## Introducties
Dit zijn auto's die op de Tokyo Motor Show voor het eerst werden getoond aan het publiek:

### 1989
- Jiotto Caspita
- Honda NSX
- Nissan S-Cargo
- Mitsubishi HSR-II

### 1993
- Ford Mustang
- Nissan Skyline GT-R R33

### 1997
- Mercedes-Benz Maybach concept car

BMW Z8 concept car

### 2001
- Nissan GT-R Concept
- Nissan Fairlady Z Z33

### 2005
- Audi Shooting Brake
- Chrysler Akino
- Daihatsu Costa
- Daihatsu UFE-III
- Ferrari GG50
- Honda FCX
- Honda Sports4
- Honda WOW
- Hyundai Neos-3
- Lexus LF-Sh
- Mercedes-Benz F600
- Mini Concept Tokyo
- Mitsubishi Concept D:5
- Mitsubishi i
- Nissan Amenio
- Nissan Foria
- Nissan Note Adidas
- Nissan Pivo
- Nissan GT-R Proto
- Subaru B5-TPH
- Suzuki Ionis
- Suzuki LC
- Suzuki PX
- Toyota Estima
- Toyota Fine-X
- Toyota FSC
- Toyota i-Swing
- Volkswagen EcoRacer

### 2007
- Daihatsu Mud Master C
- Honda CR-Z
- Honda Inspire
- Mitsubishi Lancer Evolution X
- Nissan GT-R
- Nissan X-Trail
- Subaru Impreza WRX STI (GE chassis)
- Suzuki X-Head